# Trachydium kotschyi
Trachydium kotschyi är en flockblommig växtart som beskrevs av Pierre Edmond Boissier. Trachydium kotschyi ingår i släktet Trachydium och familjen flockblommiga växter. Inga underarter finns listade i Catalogue of Life.